# روبن أندرو
روبن أندرو (بالإنجليزية: Robin Andrew)‏ هو لاعب كرة قدم أسترالية أسترالي، ولد في 19 مايو 1945.

## وصلات خارجية
- روبن أندرو على موقع AustralianFootball.com (الإنجليزية)
- روبن أندرو على موقع AFLtables.com (الإنجليزية)